# Ocotea keriana
Ocotea keriana är en lagerväxtart som beskrevs av A. C. Smith. Ocotea keriana ingår i släktet Ocotea och familjen lagerväxter. Inga underarter finns listade i Catalogue of Life.